# Parviz Sabeti

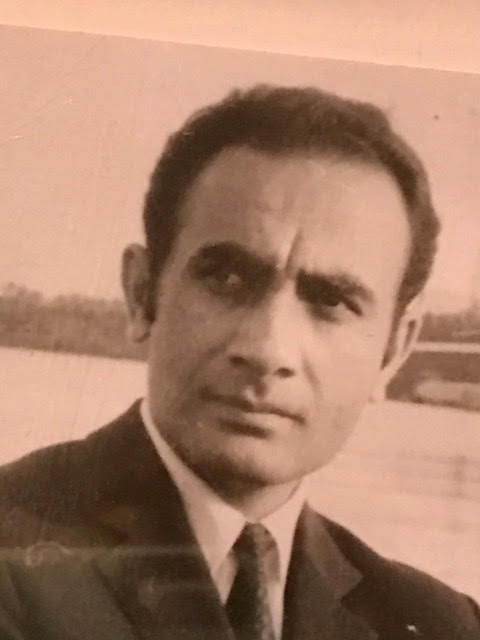
Parviz Sabeti, 1970

Parviz Sabeti (persisch پرویز ثابتی, * 25. März 1936 in Sangesar) ist ein ehemaliger hochrangiger Sicherheitsoffizier des iranischen Nachrichtendienstes SAVAK (Sazeman-e Ettela'at Va Amniat-e Keschvar - „Organisation zur Information und zum Schutz des Landes“). Sabeti war Leiter der Hauptabteilung III (Inlandsaufklärung).

## Leben
Parviz Sabeti wurde am 25. März 1936 in Sangesar, einem Dorf in der Nähe von Semnan geboren. Parviz besuchte die Grundschule in seinem Heimatort. Zum Besuch des Gymnasiums wurde er nach Teheran gesandt. Nach seinem Abitur schrieb sich Parviz Sabeti an der Universität Teheran in der rechtswissenschaftlichen Fakultät ein. Nach seinem Abschluss wollte Sabeti Richter werden. Bevor er sein Amt antrat, hörte Sabeti davon, dass der neu gegründete Nachrichtendienst SAVAK Mitarbeiter suche. Er bewarb sich und wurde 1957 als politischer Analyst eingestellt.
Der iranische Geheimdienst SAVAK war ursprünglich eine Art Kombination aus CIA und FBI. Er besaß drei Abteilungen, die für soziale, ökonomische und politische Analysen zuständig waren. Relativ rasch wurde Parviz Sabeti Leiter der wichtigen politischen Abteilung. Die Abteilung verfasste zwei unterschiedliche Arten von Berichten: einen täglichen streng geheimen Bericht in drei Ausfertigungen, je eine Kopie für den Schah, eine Kopie für den Leiter des SAVAK und eine Kopie für den Premierminister. Die zweite Art Bericht waren Sonderberichte „nur für die Augen des Schahs“, die sich mit ausgewählten Fragen der inneren Sicherheit befassten. Diese Sonderberichte waren es unter anderem, denen Sabeti seine spätere Reputation verdankte.
Der erste, vom Schah angeforderte Bericht, den Sabeti schrieb, entstand 1962. In den USA war John F. Kennedy zum Präsidenten gewählt worden, und er drängte den Schah und Premierminister Ali Amini, im Iran endlich freie und faire Wahlen abzuhalten. Der Schah fragte bei dem damaligen Leiter des SAVAK General Hassan Pakravan einen Bericht zu der Frage an, was im Iran geschehen würde, wenn freie Wahlen stattfänden. Parviz Sabeti erhielt den Auftrag, den Bericht zu schreiben. Zu Beginn des Berichts stellte er die Frage, ob die Iraner die Abhaltung freier Wahlen für wirklich notwendig erachteten. Er beantwortete die Frage damit, dass er behauptete, dass die Iraner nicht deshalb unzufrieden wären, weil es im Iran keine Demokratie oder keine freie Wahlen gäbe. Sabeti meinte, dass die Iraner einen autoritär herrschenden König so lange unterstützen würden, so lange es keine Korruption gäbe und das Land sich „in die richtige Richtung entwickle“. Sabeti war der Überzeugung, dass die Iraner Brot und Sicherheit Demokratie und Wahlen vorzögen. Dann ging Sabeti in seinem Bericht auf die Voraussetzungen für die erfolgreiche Durchführung freier Wahlen ein. Man müsse die Bevölkerung zunächst einmal auf solche Wahlen vorbereiten. Wäre die Bevölkerung nicht über den Ablauf und den tieferen Sinn freier Wahlen aufgeklärt, brächte ein Wahlkampf nur Chaos im Lande. Im Rahmen einer Wahlanalyse für jeden einzelnen Wahlbezirk des Landes stellte Sabeti fest, dass ungefähr ein Drittel der Abgeordnetensitze an die Oppositionsparteien fallen würden. Da die Mitglieder der Oppositionsparteien politisch engagiert und gut geschult seien, würde es ihnen leichtfallen, Entscheidungen im Parlament durch ihre Redebeiträge in ihre Richtung zu lenken.
Als der Schah den Bericht las, sei er förmlich „an die Decke gegangen.“ Er hielt den Bericht für viel zu negativ und für ein Beispiel des „nihilistischen Negativismus“, den er bei der Opposition ausgemacht hatte. Eine aus drei Personen bestehende Untersuchungskommission wurde gebildet, die den Bericht auf inhaltliche und methodische Fehler überprüfte. Die Kommission kam zu dem Schluss, dass sowohl die auf Umfragen basierenden Wahlprognosen als auch die Schlussfolgerungen des Berichts korrekt waren. Die Wahlen im Iran wurden daher weiter „der Tradition des Landes entsprechend“ abgehalten.
1969 kam es unter Premierminister Amir Abbas Hoveyda zu einer Reorganisation des SAVAK. Die Abteilung von Parviz Sabeti wurde mit der Abteilung zur Bekämpfung subversiver Gruppierungen zusammengelegt. Zu den subversiven Gruppen gehörten Kommunisten, die Nationale Front, Kurden, Abspaltungsbewegungen und islamische Radikale. In einem im iranischen Fernsehen ausgestrahlten Interview nahm ein „hochrangiger Sicherheitsoffizier“, gemeint war Parviz Sabeti, Stellung zu den Umsturzversuchen des ehemaligen Geheimdienstchefs Teymur Bachtiar. Sabeti erklärte, dass ihm eindeutige Beweise vorlägen, dass die westlichen Ölkonzerne Teymur Bachtiar finanziell unterstützten, um die vom Schah vertretene Politik höherer Ölpreise zu torpedieren. Sabeti sprach ferner davon, dass die gegen die iranische Regierung gerichteten studentischen Protestbewegungen im In- und Ausland von extremistischen Gruppierungen angeführt würden, und dass sie von westlichen politischen Bewegungen unterstützt würden, da sie die Entwicklung Irans zu einem Industriestaat als unmittelbare Bedrohung für ihre Wirtschaft ansähen. Nachdem die amerikanische und britische Botschaft sich bei der iranischen Regierung über diese angeblichen Unwahrheiten beschwert hatten, kam es zu einer Erklärung von der iranischen Seiten, dass diese Aussagen auf Dokumenten beruhten, die man bei Teymur Bachtiar gefunden hätte.
Zu Beginn der siebziger Jahre wurde eine neue „Sonderabteilung zum Kampf gegen den Terrorismus“ gegründet, deren Leitung formal bei einem Militär de facto aber bei Parviz Sabeti lag. Es war diese Sonderabteilung, die eine notorische Reputation für Folter und Brutalität entwickelte, Methoden, die später mit dem gesamten SAVAK in Verbindung gebracht wurden. Sie standen einer neuen Generation von Militanten zu tun, die jederzeit bereit waren, ihren politischen Gegner zu töten, und bei deren Verhaftung Cyanide-Pillen unter der Zunge gefunden wurden.
Mit der wachsenden Kritik an den Foltermethoden des SAVAK durch ausländische Anwälte und Menschenrechtsorganisationen wurde die Macht des SAVAK beschnitten. General Nematollah Nassiri, der den Nachrichtendienst 13 Jahre geleitet hatte, wurde durch Generalleutnant Nasser Moghadam abgelöst. Parviz Sabeti war davon überzeugt, dass die geplante politische Liberalisierung das gesamte politische System des Iran gefährden könnte. Nachdem Jimmy Carter die Präsidentschaftswahlen in den USA gewonnen hatte, und damit auch klar war, dass der Druck auf den Schah, das politische System weiter zu liberalisieren, wachsen würde, schrieb Sabeti einen langen Bericht, der ähnlich kontrovers diskutiert werden sollte, wie sein erster Bericht aus dem Jahr 1961 zum Thema „Freie Wahlen im Iran“. Sabeti hielt die Situation im Jahr 1976 für wesentlich gefährlicher als 1961. Die Opposition sei wesentlicher besser organisiert. Ein zentraler Faktor für die bestehende Gefahr seien die militanten Gruppierungen, die in ausländischen Trainingscamps eine militärische Ausbildung erfahren hätten. Eine Politik der Liberalisierung könnte das gesamte System zum Einsturz bringen, schrieb Sabeti. Wie 1961 war der Schah voller Kritik an Sabetis negativer Analyse. „Glaubt Sabeti etwa, dass die Weiße Revolution nichts bewirkt hätte?“ Der Schah entschied sich dieses Mal gegen den Rat Sabetis und begann 1977 mit der Politik des „offenen politischen Raumes“, die wie Sabeti es vorausgesagt hatte, zu einer Welle von Demonstrationen und Ende 1978 zum Zusammenbruch der konstitutionellen Monarchie im Iran führte.
Noch im Mai 1978 war Sabeti davon überzeugt, dass die von den Anhängern Chomeinis organisierten Demonstrationen durch die Anwendung von Gewaltmaßnahmen beendet werden könnten. Er sandte an den Schah eine 1.500 Namen umfassende Liste und bat darum, die auf der Liste stehenden Personen verhaften lassen zu dürfen. Der Schah reduzierte die Liste der zu verhaftenden Personen auf einige hundert. Die Verhaftungen begannen und es kehrte zunächst wieder Ruhe im Land ein. Doch Premierminister Dschamschid Amusegar bestand darauf, dass die Verhafteten umgehend freigelassen würden, da er eine an den Forderungen des US-Präsidenten Jimmy Carters und vor allem seiner an den Menschenrechten ausgerichteten Politik wollte. Die Verhafteten kamen wieder frei und die politischen Unruhen sollten mit dem Brandanschlag auf das Cinema Rex in Abadan mit 400 Toten einen neuen Höhepunkt erreichen.
Als Ende 1978 die politische Situation im Iran auf dem Siedepunkt angekommen war, schlug Sabeti dem Schah vor, den Notstand auszurufen, das Parlament aufzulösen, die britische und die amerikanische Botschaft zu schließen, und mit eiserner Faust gegen die Oppositionsbewegung vorzugehen. Wenn Recht und Ordnung wiederhergestellt wären, könnten die notwendigen Reformen angegangen werden. Der Schah lehnte den Vorschlag Sabetis als „kindisch“ ab. Wenige Wochen später verließ Sabeti den Iran und lebt seit dieser Zeit im Ausland.
Die Islamische Republik Iran hat tausende von Parviz Sabeti stammende Dokumente veröffentlicht und für die Forschung zugänglich gemacht. In einem nach der islamischen Revolution gegebenen Interview erklärte Parviz Sabeti: „Der Schah mag seine Fehler gehabt haben, aber wenn man bedenkt, was vor ihm war, und was nach ihm gekommen ist, und wenn man in Betracht zieht, welche Regierungen die Nachbarstaaten Irans besitzen, war das System des Schahs das Beste, was Iran erwarten konnte.“
Im Februar 2025 haben drei ehemalige politische Gegner aus den USA eine Klage gegen Sabeti eingereicht. Sie sagen, dass Sabeti in den 1970er Jahren ihre Folter geplant und kontrolliert hat.